# Наксос (округ)
Округ Наксос (грч.  - periferiakí enótita Naxou) је округ у периферији Јужни Егеј у средишњој Грчкој. Управно средиште округа је градић Наксос на истоменом острву Наксос, које је средишње у округу. Округ обухвата већа острва Наксос и Аморгос и неколико мањих острва и хриди, сва у области источних Киклада.
Округ Наксос је успостављен 2011. године на поделом некадашње префектуре Киклади на 8 округа.

## Природне одлике
Округ Наксос је острвски округ у средишњем делу Грчке, који обухвата два већа острва Наксос и Аморгос и бројна мања острва и хриди, сва у средишњем делу Егејског мора. Дата острва су удаљенија од копна.
Острва су махом планинска, са мало воде, па имају мало растиња, док су већином под голетима. Омања равница постоји на западу Наксоса и она је плодна и густо насељена.
Клима у округу је средоземна.

## Историја
Погледати: Наксос

## Становништво
По последњим проценама из 2001. године округ Наксос је имао близу 21.000 становника, од чега око 1/3 живи у седишту округа, граду Наксосу.
Етнички састав: Главно становништво округа су Грци, а званично признатих историјских мањина нема.
Густина насељености је око 34 ст./км², што је више него два пута мање од просека Грчке (око 80 ст./км²). Острво Наксос је гушће насељено од осталих мањих острва у округу.

## Управна подела и насеља
Округ Наксос се дели на 2 општине (број је ознака општине на карти):
1. Аморгос - 2
2. Наксос и мали Киклади - 13

Град Наксос је највеће насеље и седиште округа, али није велико насеље.

## Привреда
Становништво округа Наксос је традиционално било окренуто поморству и средоземној пољопривреди (агруми, маслине). Иако су дате делатности и данас развијене, оне су у сенци туризма. Током протеклих деценија округ је постао туристичко одредиште у Грчкој.